# Hans Berr
Hans Berr (ur. 20 maja 1890 w Brunszwiku, zm. 6 kwietnia 1917 w okolicach Noyelles) – as lotnictwa niemieckiego Luftstreitkräfte z 10 potwierdzonymi zwycięstwami w I wojnie światowej.
Wstąpił do armii w 1908 roku. Służbę rozpoczął w 4 Pułku Artylerii Pieszej (Magdeburski). W momencie wybuchu wojny służył jako podporucznik w 7 Pułku Artylerii Lekkiej. W czasie walk na froncie zachodnim 6 września został ranny. Został odznaczony Krzyżem Żelaznym II klasy i mianowany porucznikiem w końcu stycznia 1915 roku. Na własną prośbę został przeniesiony do lotnictwa i przez prawie cały rok 1915 latał jako obserwator. Po odbyciu szkolenia z pilotażu w Metz został przydzielony do KEK Avillers. W jednostce latał na samolotach Fokker E i w marcu 1916 roku odniósł dwa zwycięstwa powietrzne w czasie walk pod Verdun. Po utworzeniu 16 sierpnia 1916 roku eskadry myśliwskiej Jagdstaffel 5 na bazie KEK Avillers, Hans Berr został mianowany jej pierwszym dowódcą.
Swoje ostatnie 10 zwycięstwo odniósł 3 listopada 1916 roku. 4 grudnia został odznaczony najwyższym pruskim odznaczeniem wojskowym orderem Pour le Mérite.
Zginął 6 kwietnia 1917 roku w czasie walki z samolotami 57 Eskadry RAF. Jego samolot zderzył się z innym samolotem z Jagdstaffel 5.

## Odznaczenia
- Order Wojskowy Pour le Mérite – 4 grudnia 1916
- Królewski Order Hohenzollernów
- Krzyż Żelazny I Klasy
- Krzyż Żelazny II Klasy
- Order Zasługi Wojskowej (Bawaria)
- Krzyż Zasługi Wojennej (Reuss-Gera)
- Krzyż Zasługi Wojennej (Brunszwik)
- Krzyż Hanzeatycki (Hamburg)